# Sobreviratge

La línia vermella indica la trajectòria conseqüència d'un sobreviratge.

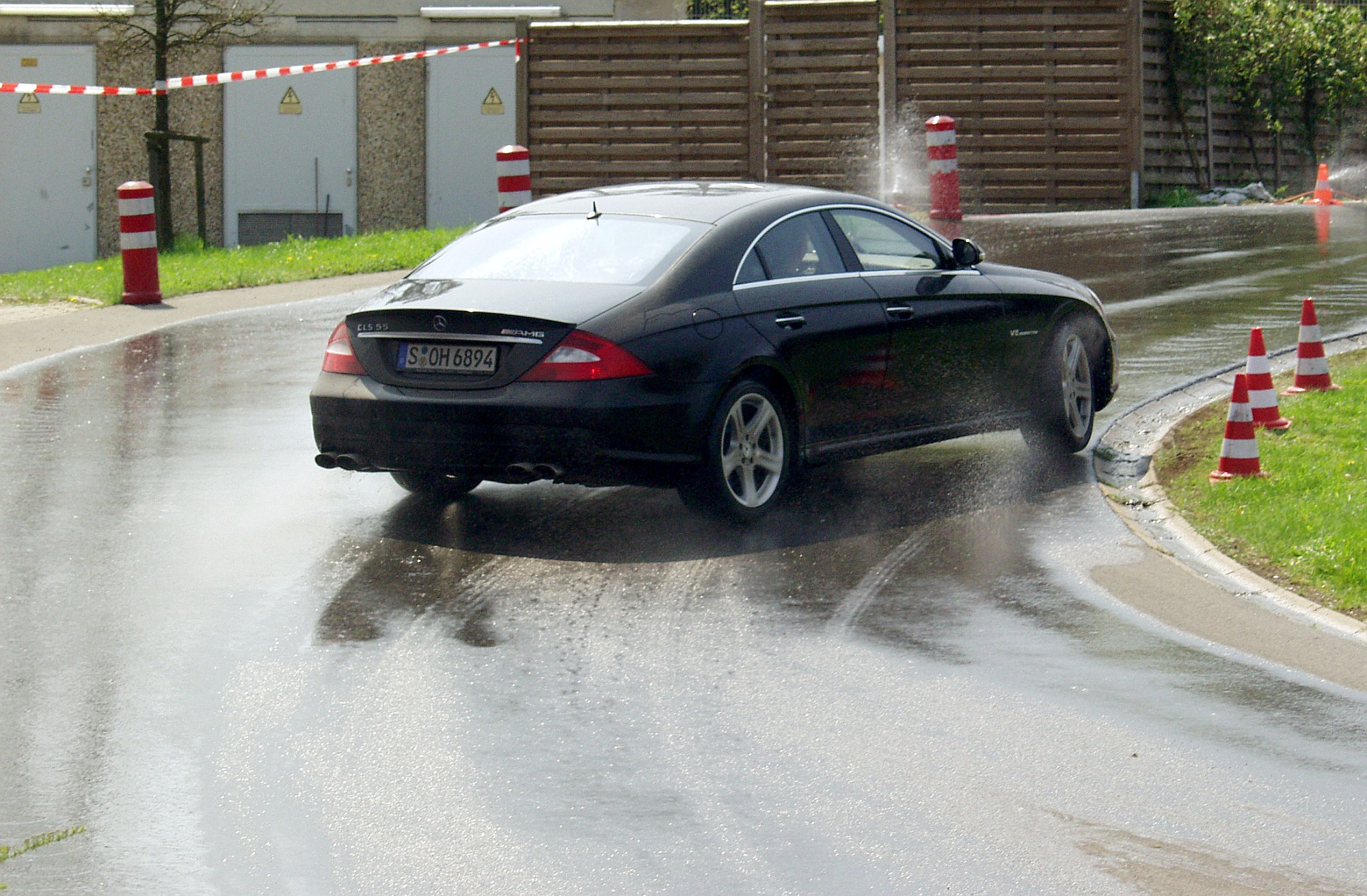
Un Mercedes-Benz CLS sobrevira en una superfície mullada.

Sobreviratge és el fenomen de lliscament de l'eix posterior que pot ocórrer en un automòbil quan prova prendre un revolt o quan ja s'està girant. Es diu que el cotxe fa un sobreviratge quan les rodes del darrere no segueixen el mateix recorregut que el de les rodes davanteres, sinó que llisquen cap a l'exterior de la corba. L'excés de sobreviratge pot fer que el vehicle faci una virolla. En altres paraules més simples, el sobreviratge es produeix quan la part del darrere de el vehicle vol anar per davant de la part davantera. L'efecte contrari és el subviratge.
En termes col·loquials també s'anomena " derrapatge " o "virolla" quan acaba un gir de 180°. Actualment, hi ha competicions on es prepara especialment el vehicle perquè vagi en un continu sobreviratge. El terme anglès per a aquest tipus de competicions és " drifting ". "drifting".

## causes
La tendència de l'automòbil a sobrevirar és afectada per diversos factors com la tracció, aerodinàmica, suspensió, adherència i el control del conductor. Pot donar-se amb qualsevol nivell d'acceleració lateral. Generalment, el sobreviratge és la condició on l'angle de lliscament lateral de les rodes del darrere excedeix el de les rodes davanteres, fins i tot quan els dos són petits. El límit de sobreviratge passa quan les rodes del darrere aconsegueixen el seu límit d'adherència lateral durant un viratge, però les rodes davanteres no ho fan, causant així que la part del darrere de el vehicle es desplaci cap a l'exterior de la corba.